# Hahnenkamm (Alpes d'Allgäu)
Pour l’article homonyme, voir Hahnenkamm.
Le Hahnenkamm est une montagne qui s’élève à 1 938 m d’altitude dans les Alpes d'Allgäu, en Autriche.

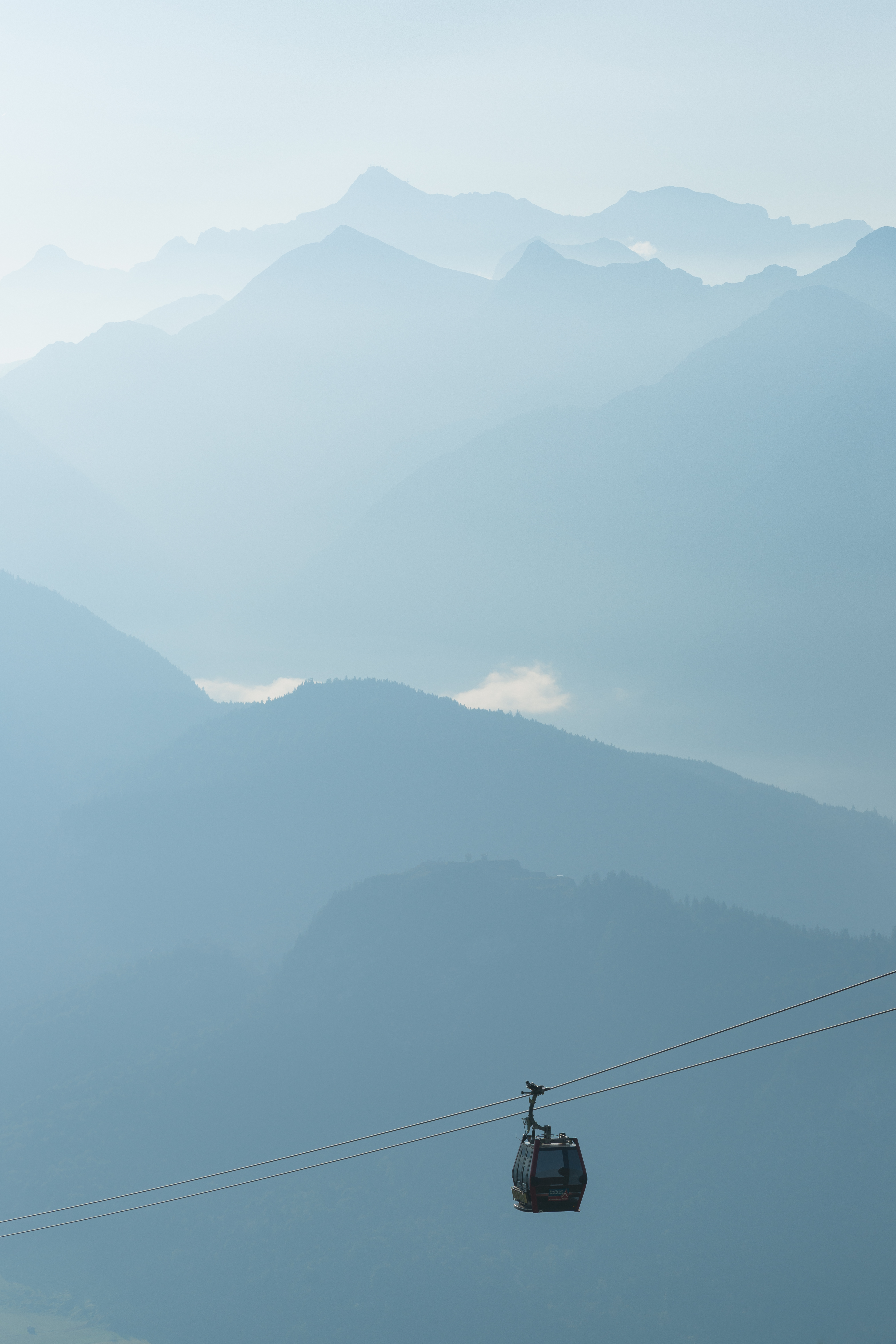
Téléphérique pour monter au Hahnenkamm, avec la Zugspitze visible dans la brume en arrière-plan.